# 一樂也
《一樂也》，是一部由李翰祥執導的香港電影，於1973年首映。導演李翰祥和演員許冠文憑著《大軍閥》的成功再度合作。本片是大導演李翰祥遊戲之作，由三個民初故事串聯而成的喜劇小品，許冠文一人分飾多角演出，將許氏冷面笑匠的喜劇才華發揮得淋漓盡致。

## 劇情
電影由三個故事段落組成，包括「十粒金丹」、「千萬小心」和「一樂也」。其中「一樂也」最為妙趣，許氏演剃頭學徒，有一街坊中風而死，許代師傅守靈，為打發時間與眾人在靈堂玩起「麻雀耍樂」。詎料屍體突然觸電翻生。此片既風趣又驚險，妙趣橫生，開創了「折子式」喜劇新品種。

## 幕後花絮
在電影開拍前，許冠文曾受艷女騷擾，雖已報警處理，但其滋擾導致許氏拍攝靈感盡失。加上外景場地問題，導致拍攝日期一再延期。

## 外部連結
- The Happiest Moment (1973)，http://hkmdb.com/db/movies/view.mhtml?id=5450&display_set=eng （页面存档备份，存于）、http://hkmdb.com/db/movies/view.mhtml?id=5450&complete_credits=1&display_set=big5 （页面存档备份，存于） - 香港影庫
- 互联网电影数据库（IMDb）上《一樂也》的资料（英文）